# Formelbil

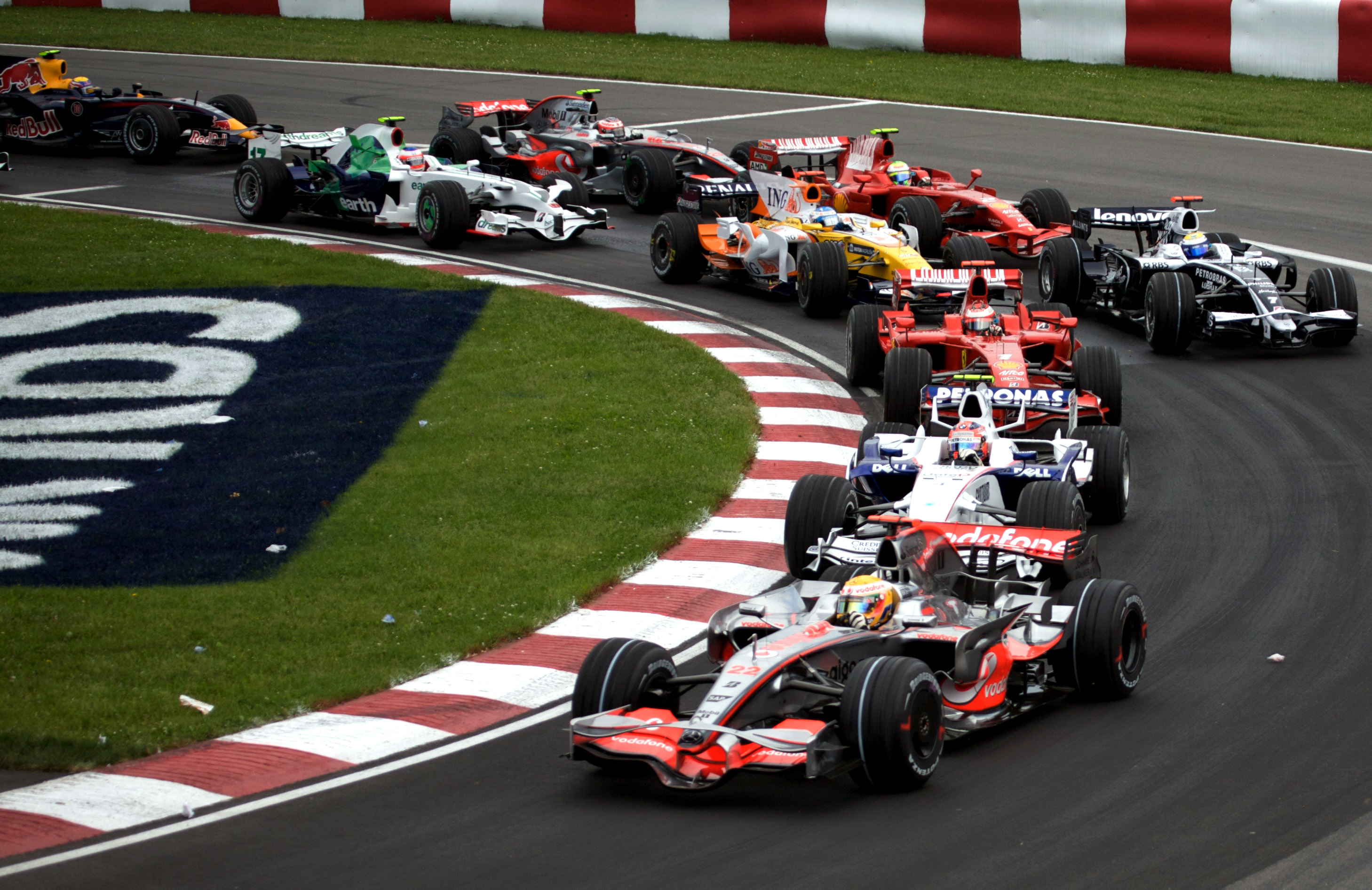
Kanadas Grand Prix 2008 i Formel 1.

En formelbil är en ensitsig tävlingsbil vars kaross inte täcker hjulen. Formeln för formelbilarna regleras av FIA. Sedan 1960-talet är motorn placerad bakom föraren.
Man tävlar i olika klasser där Formel 1 är den högsta klassen, till exempel:
- Formel 1
- Formel 2
- Formel 3
- Formel 3000 som ersatts av GP2
- Formel Ford
- International Formula Master
- GP2
- GP3
- Superleague Formula
- Formel BMW
- Formel Renault
- Formel E

## Andra formelliknande bilar
- Indycar
- Champ Car (borttagen serie)
- Formula SAE